# 春川市
春川市（、朝: 춘천시）は、大韓民国江原特別自治道の道庁所在地。面積1,116.35平方キロ（山林851平方キロ）。『冬のソナタ』の舞台およびロケ地として知られるほか、タッカルビ（鶏の焼肉）の発祥の地である。
山紫水明の春川盆地に位置し、金剛山（北朝鮮領内）から流れ出る北漢江と雪岳山（ソラクサン）から流れ出る昭陽川が市内で合流する。軍事境界線との距離は市域から最も近い場所で約30km。
市域は北に江原特別自治道華川郡、北東に楊口郡、東に麟蹄郡、東南から南にかけて洪川郡、西は京畿道加平郡と接する。

## 歴史
春川地域は、古代部族国家である貊国の首都となり後日新羅に征服され、637年（善徳女王6年）に牛首州と命名し君主を置いた。673年（文武王13年）に首若州に改称、景徳王時には全国九州の一つとなる朔州、後に光海州に改称。940年（高麗太祖23年）春州と称し考慮成宗14年（995年）團練使を設置して安辺府に隷属、新型6年（1203）都護府に昇格し知春州事に格下げされた。太宗13年（1413）春川と改名した上で郡に昇格し、1415年には都護府、高宗24年（1887）には春川留守郡となり離宮を新築して緊急時の避難場所に指定された。

### 春川市
- 1946年6月1日 - 春川郡春川邑が春川府に昇格[3]。日本式地名を廃止して在来の地名に戻す。
- 1949年8月15日 - 春川府が春川市に改称[4]。
- 1973年 - 春城郡新北面・新東面の各一部を編入。
- 1995年
  - 1月1日 - 春川市・春川郡が合併し、改めて春川市を設置（10面）[5]。
  - 3月2日 - 新北面が新北邑に昇格（1邑9面）[6]。
- 1998年10月12日 - 5千人未満の洞事務所を統廃合。
- 1999年 - 春川市条例第338号により、新東面鼎足里の一部と温衣洞の一部が漆田洞に編入。
- 2007年3月2日 - 南山面通谷里が山水里に改称[7]。
- 2016年 - 元・春川市庁を解体して、旧・春川女子高等学校の敷地を2018年4月まで、一時的に市庁舎として利用した。
- 2018年5月14日 - 元・春川市庁の跡地に春川市庁の新庁舎を開庁。

### 春川郡（春城郡）
- 1895年旧暦閏5月1日 - 春川府春川郡に改編。[8]
- 1896年8月4日 - 江原道春川郡に改編。[9]
- 1906年 - 麒麟面を麟蹄郡に編入。
- 1914年4月1日 - 郡面統廃合により、春川郡に以下の面が成立。（12面）[10]
  - 府内面・新北面・史北面・西下面・新南面・南山外一作面・南山外二作面・東山外一作面・東山外二作面・西上面・史内面・北山外面

| 朝鮮総督府令第111号 |              |                                                                                        |
| 旧行政区域          | 新行政区域   | 新行政区域                                                                             |
| 春川郡府内面        | 府内面       | 佳淵里、大板里、司倉里、衙洞里、약사리、要仙堂里、前坪里、許文里、후평리               |
| 春川郡東内面        | 府内面       | 거두리、고은리、사암리、석사리、신촌리、학곡리                                         |
| 春川郡北中面        | 新北面       | 발산리、산천리、유포리、율문리、천전리                                                 |
| 春川郡北内一作面    | 新北面       | 馬山里、新銅里、용산리、우두리、지내리                                                 |
| 春川郡史外面        | 史北面       | 신포리、오탄리、지촌리                                                                 |
| 春川郡北内二作面    | 史北面       | 가일리、고탄리、고성리、송암리、인람리                                                 |
| 春川郡史内面        | 史内面       | 광덕리、명월리、사창리、삼일리、용담리                                                 |
| 春川郡西上面        | 西上面       | 서상리、신매리、오월리、원평리、월송리、지암리                                         |
| 春川郡西下一作面    | 西下面       | 금산리、덕두원리、방동리、현암리                                                       |
| 春川郡西下二作面    | 西下面       | 당보리、안림리                                                                         |
| 春川郡南府内面      | 新南面       | 삼천리、칠전리、퇴계리                                                                 |
| 春川郡南内一作面    | 新南面       | 송암리、정족리                                                                         |
| 春川郡南内二作面    | 新南面       | 증리、팔미리、혈동리                                                                   |
| 春川郡南内二作面    | 南山外二作面 | 강촌리、의암리                                                                         |
| 春川郡南山外二作面  | 南山外二作面 | 방곡리、방하리、백양리、서천리、수동리、창촌리                                         |
| 春川郡南山外二作面  | 南山外一作面 | 가정리、발산리、광판리、추곡리、통곡리、한덕리、행촌리、후동리                         |
| 春川郡南山外一作面  | 南山外一作面 | 상걸리、신이리、평촌리                                                                 |
| 春川郡南山外一作面  | 東山外二作面 | 군자리                                                                                 |
| 春川郡東山外二作面  | 東山外二作面 | 봉명리、북방리、원창리、조양리、풍천리                                                 |
| 春川郡東山外二作面  | 東山外一作面 | 상걸리、신이리、평촌리                                                                 |
| 春川郡東山外一作面  | 東山外一作面 | 감정리、만천리、월곡리、장학리、지내리、품걸리、품안리                                 |
| 春川郡北山外面      | 北山外面     | 내평리、대곡리、대동리、물로리、부귀리、수산리、오항리、조교리、청평리、추곡리、추전리 |
- 1917年 - 行政区画および面の名称の見直しを実施（13面）。
  - 府内面を春川面・東内面に分割。
  - 南山外一作面が南面に改称。
  - 南山外二作面が南山面に改称。
  - 東山外一作面が東面に改称。
  - 東山外二作面が東山面に改称。
  - 北山外面が北山面に改称。
- 日付不明 - 日本式地名を付与。
- 1931年4月1日 - 春川面が春川邑に昇格（1邑12面）[11]。
- 1934年（1邑10面）
  - 西上面・西下面が合併し、西面を設置。
  - 南面と南山面が合併し、南面を設置。ただし、南面衣岩里は東内面に編入。
- 1939年10月1日 - 行政区画の見直しを実施（1邑9面）。
  - 東内面・新南面・新北面の各一部が春川邑に編入[12]。
  - 東内面・新南面のそれぞれ大部分が合併し、新東面を設置。
- 1945年8月15日 - 米軍管理下に置かれる。ただし、史内面および史北面・北山面の各一部はソ連軍管理下に置かれる（南1邑8面、北3面）。
- 1946年
  - 6月1日
    - 春川邑が春川府に昇格[3]。
    - 春川郡が春城郡に改称。

  - 12月 - ソ連軍管理下の史内面・史北面・北山面が華川郡に編入。ソ連軍管理下の春川郡は消滅（8面）。
- 1953年7月27日 - 1945年8月15日時点の春城郡全域のうち、北緯38度線以北地域が韓国政府の統治範囲となる（9面）。
- 1954年11月17日 - 史内面が華川郡に移管（8面）[13]。
- 1964年2月1日 - 新東面に新村出張所を設置。
- 1967年12月5日 南面に鉢山出張所を設置。
- 1973年7月1日 - 行政区画の見直しを実施（8面）。
  - 新北面・新東面の各一部が春川市に編入。
  - 東山面北方里が洪川郡北方面に編入。
  - 東山面楓川里が洪川郡化村面に編入。
  - 北山面水山里が麟蹄郡南面に編入。
- 1989年4月1日 - 行政区画の見直しを実施（10面）[14]。
  - 南面を南山面・南面（鉢山出張所から昇格）に分割。
  - 新東面新村出張所を東内面に昇格。
- 1992年2月1日 - 春城郡を春川郡に戻す（10面）[15]。
- 1995年1月1日 - 春川市・春川郡が合併し、改めて春川市を設置。春川郡廃止[5]。

## 行政

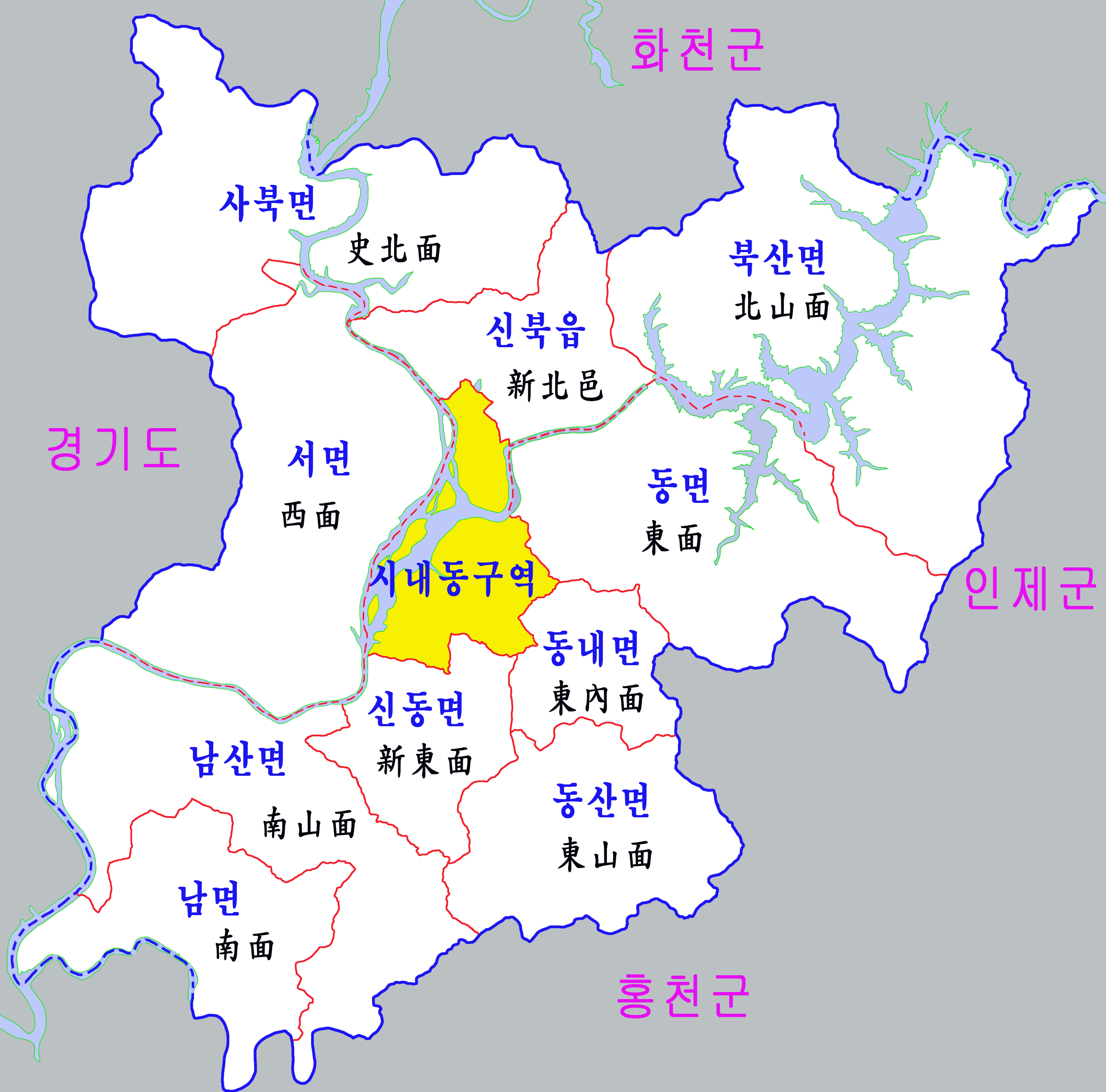
行政区域図

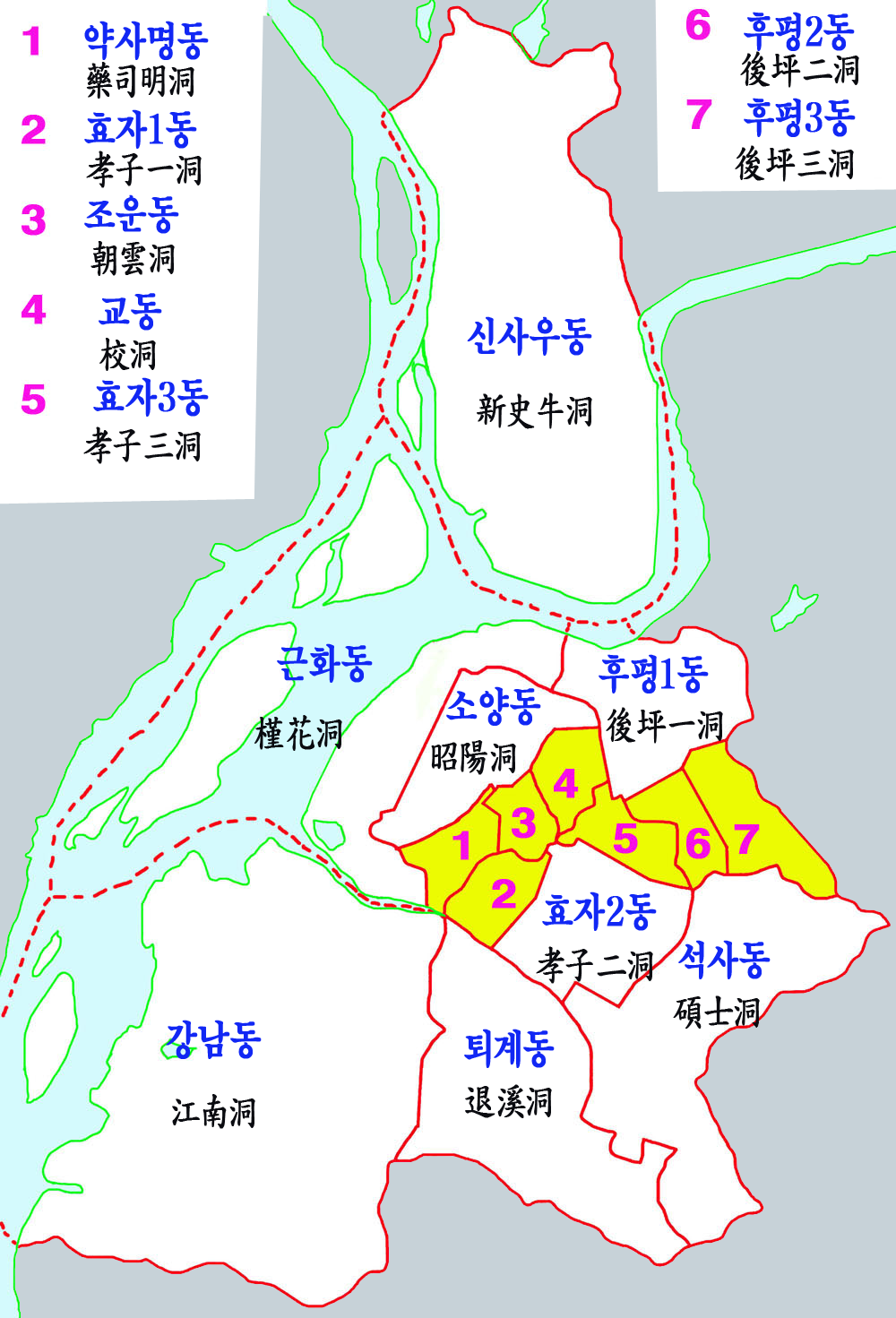
中心市街地の行政区域図

### 行政区域
| 行政洞・邑・面 | 法定洞・法定里                                                                   |
| -------------- | -------------------------------------------------------------------------------- |
| 昭陽洞         | 鳳儀洞、要仙洞、楽園洞、中央路1街、玉泉洞、昭陽路2街、昭陽路3街、昭陽路4街       |
| 校洞           | 校洞                                                                             |
| 朝雲洞         | 朝陽洞、雲橋洞                                                                   |
| 薬司明洞       | 中央路2街、中央路3街、竹林洞、薬司洞                                             |
| 槿花洞         | 昭陽路1街、槿花洞、中島洞                                                        |
| 後坪1洞        | 後坪洞                                                                           |
| 後坪2洞        | 後坪洞                                                                           |
| 後坪3洞        | 後坪洞                                                                           |
| 孝子1洞        | 孝子洞                                                                           |
| 孝子2洞        | 孝子洞                                                                           |
| 孝子3洞        | 孝子洞                                                                           |
| 碩士洞         | 孝子洞、碩士洞                                                                   |
| 退渓洞         | 退渓洞                                                                           |
| 江南洞         | 温衣洞、三川洞、漆田洞、松岩洞                                                   |
| 新司牛洞       | 牛頭洞、司農洞、新洞                                                             |
| 新北邑         | 栗文里、泉田里、柳浦里、山泉里、鉢山里、池内里、龍山里                           |
| 新東面         | 衣岩里、八味里、穴洞里、甑里、鼎足里                                             |
| 東内面         | 挙頭里、新村里、古隠里、沙岩里、鶴谷里                                           |
| 史北面         | 新浦里、芝村里、吾灘里、佳日里、円坪里、芝岩里、古呑里、古城里、松岩里、仁嵐里   |
| 西面           | 玄岩里、錦山里、新梅里、西上里、梧月里、月松里、芳洞里、徳斗院里、塘林里、安保里 |
| 南面           | 冠川里、博岩里、柯亭里、鉢山里、後洞里、秋谷里、漢徳里                           |
| 南山面         | 光坂里、杏村里、寿洞里、倉村里、芳谷里、江村里、西川里、白楊里、芳荷里、山水里   |
| 東面           | 枝内里、万泉里、獐鶴里、甘井里、月谷里、品安里、品傑里、辛梨里、坪村里、上傑里   |
| 東山面         | 朝陽里、鳳鳴里、原昌里、君子里                                                   |
| 北山面         | 内坪里、清平里、富貴里、楸谷里、吾項里、勿老里、照橋里、大同里、垈谷里、楸田里   |

### 警察
- 春川警察署

### 参考
韓国でポピュラーな爆弾酒は、春川地検長だったパク・ヒテが江原道の軍や行政関係者との会合の宴席で広めたのが起源とされている。

## ギャラリー

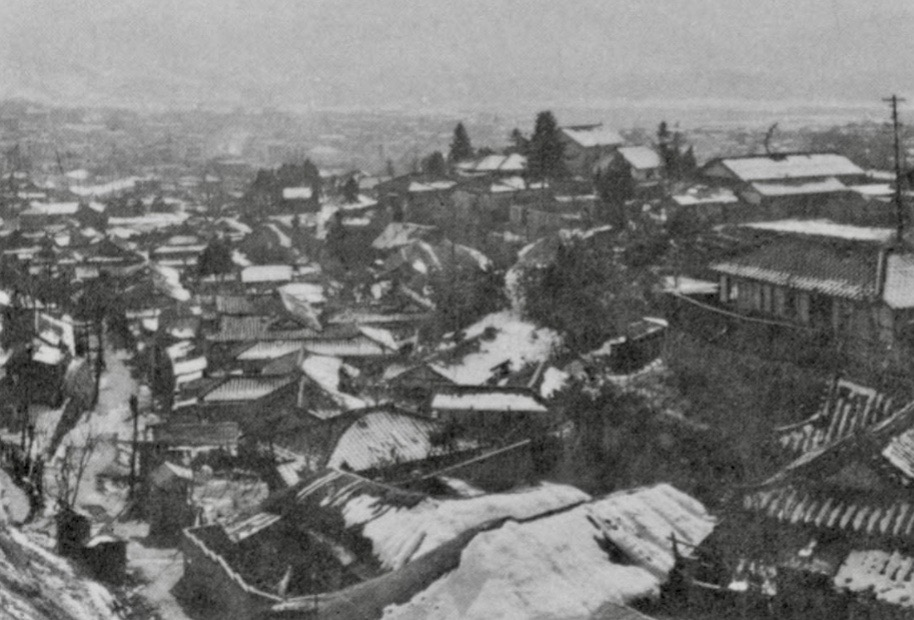
1960年代の春川市
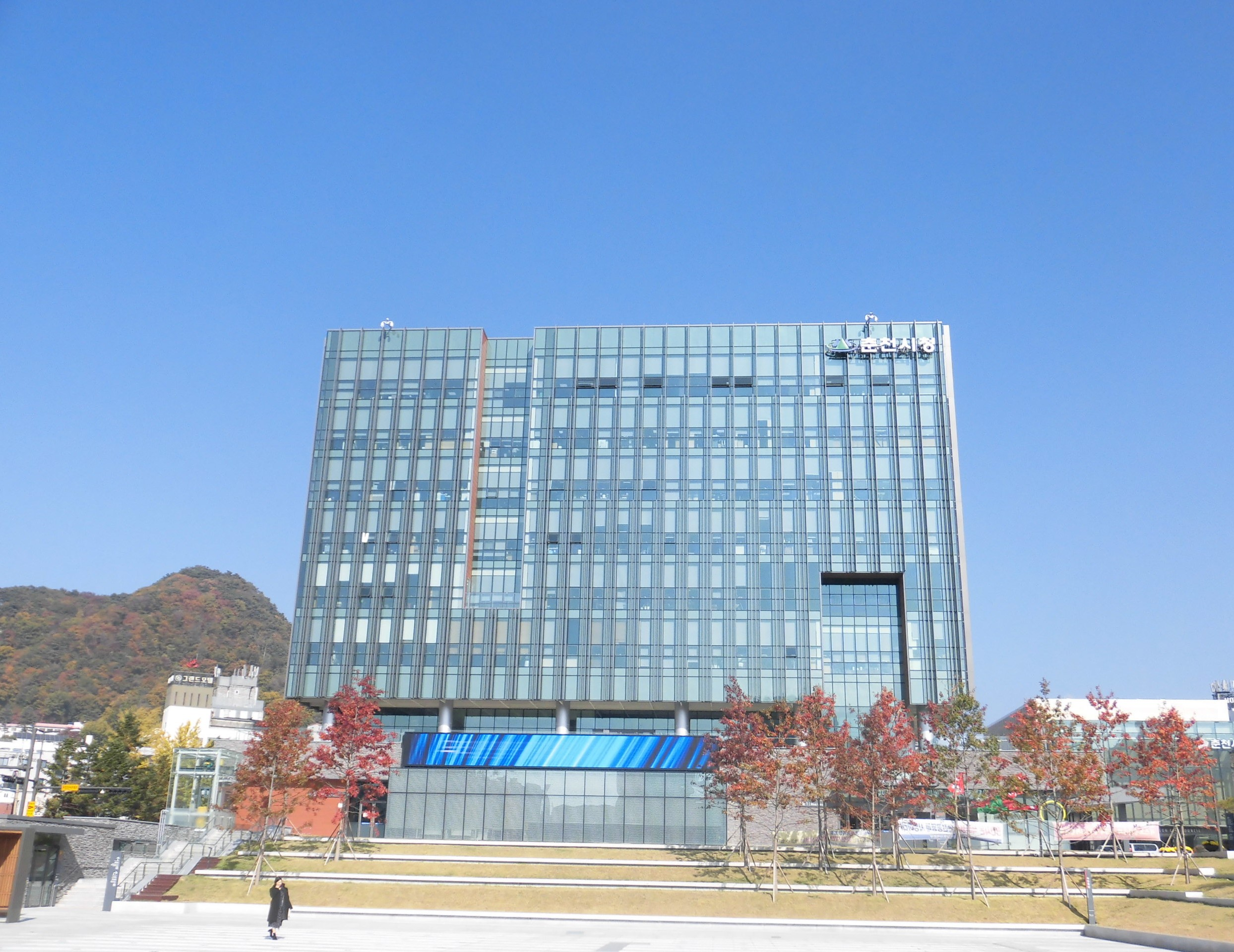
春川市庁
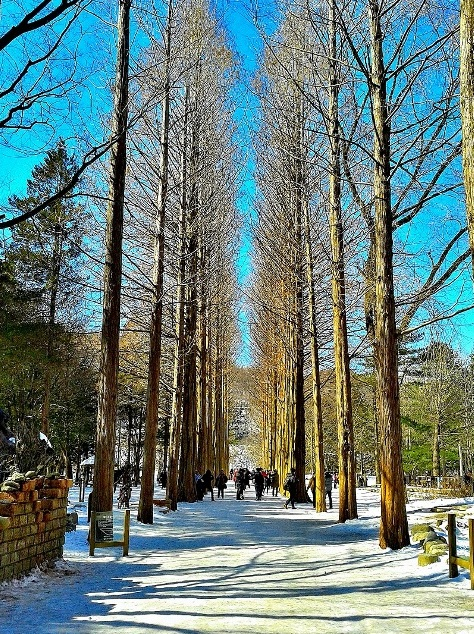
南怡島
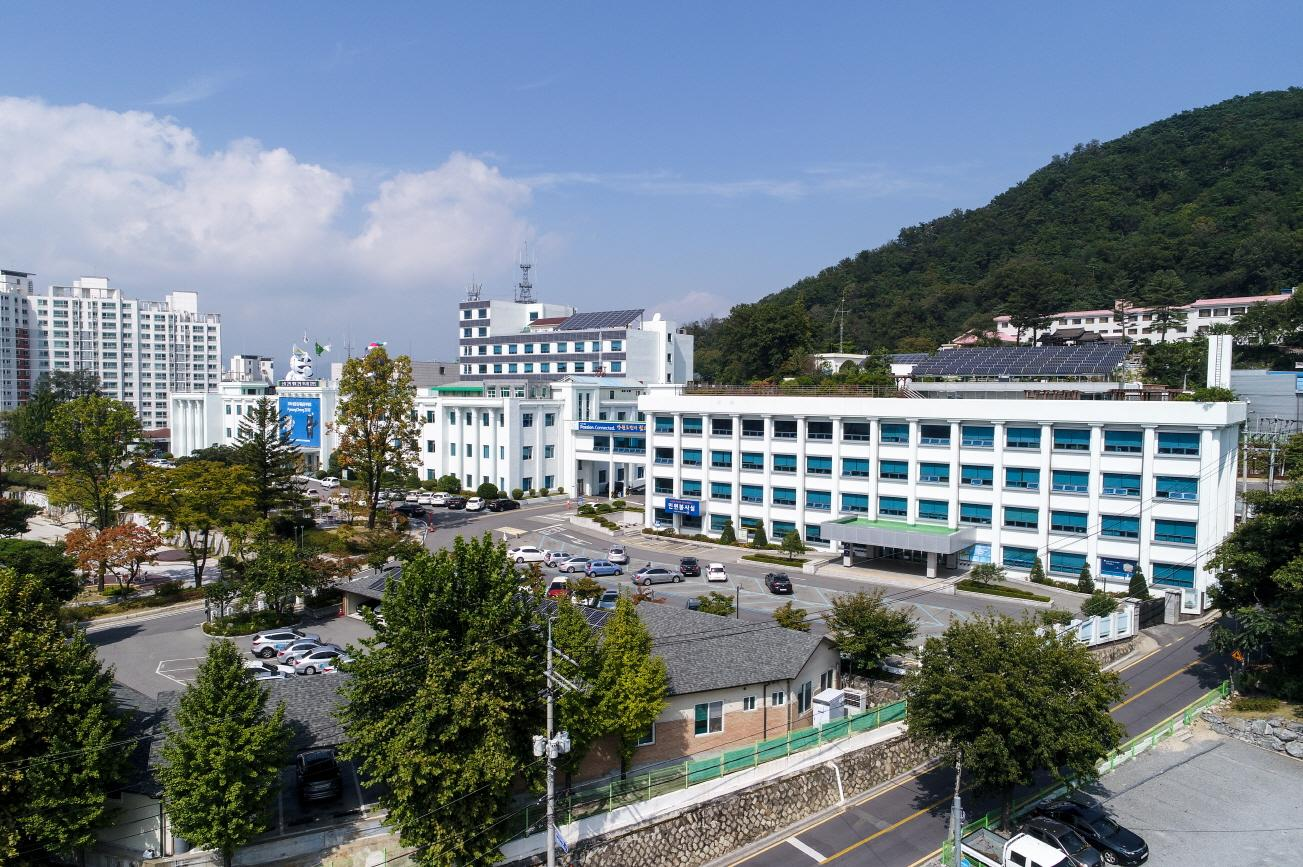
江原道庁
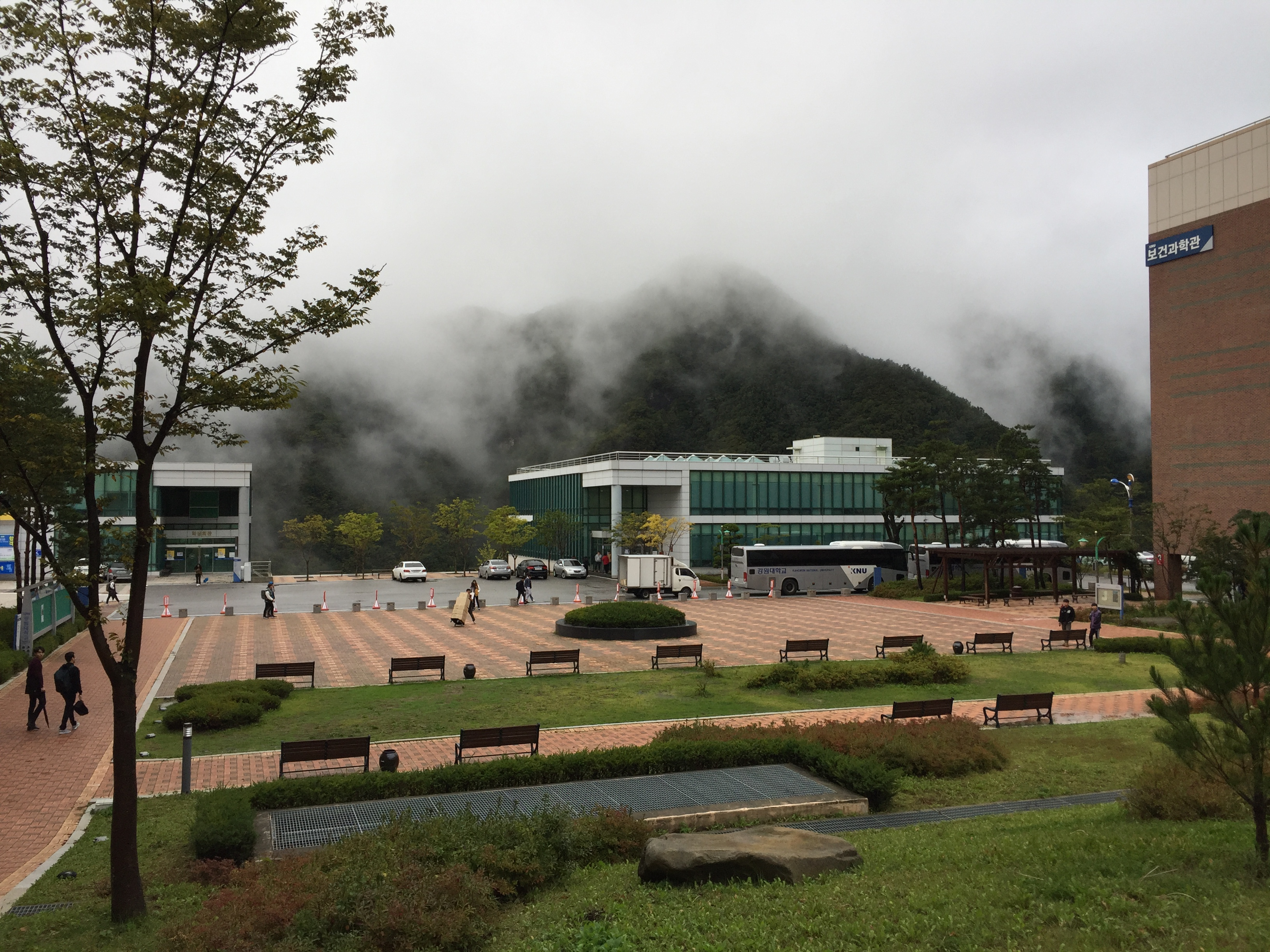
江原大学校

## 気候
気候は内陸性で非常に寒冷。真冬には氷点下20度を下回ることもある。夏は日中は暑くなるものの朝晩は涼しい。
最高気温極値は39.5℃（2018年8月1日）、最低気温極値は-27.9℃（1969年2月6日）、過去最深積雪は44.2cm（1969年1月31日）である。
| 春川市の気候                                                | 春川市の気候  | 春川市の気候  | 春川市の気候 | 春川市の気候 | 春川市の気候 | 春川市の気候  | 春川市の気候   | 春川市の気候   | 春川市の気候  | 春川市の気候 | 春川市の気候 | 春川市の気候 | 春川市の気候     |
| 月                                                          | 1月           | 2月           | 3月          | 4月          | 5月          | 6月           | 7月            | 8月            | 9月           | 10月         | 11月         | 12月         | 年               |
| ----------------------------------------------------------- | ------------- | ------------- | ------------ | ------------ | ------------ | ------------- | -------------- | -------------- | ------------- | ------------ | ------------ | ------------ | ---------------- |
| 最高気温記録 °C （°F）                                      | 12.7 (54.9)   | 19.9 (67.8)   | 23.5 (74.3)  | 32.0 (89.6)  | 34.0 (93.2)  | 36.4 (97.5)   | 37.2 (99)      | 39.5 (103.1)   | 33.0 (91.4)   | 28.5 (83.3)  | 24.8 (76.6)  | 16.6 (61.9)  | 39.5 (103.1)     |
| 平均最高気温 °C （°F）                                      | 1.9 (35.4)    | 5.4 (41.7)    | 11.6 (52.9)  | 18.9 (66)    | 24.3 (75.7)  | 28.1 (82.6)   | 29.3 (84.7)    | 29.9 (85.8)    | 25.6 (78.1)   | 19.6 (67.3)  | 11.2 (52.2)  | 3.5 (38.3)   | 17.4 (63.3)      |
| 日平均気温 °C （°F）                                        | −4.1 (24.6)   | −1.0 (30.2)   | 5.0 (41)     | 11.7 (53.1)  | 17.6 (63.7)  | 22.2 (72)     | 24.9 (76.8)    | 25.0 (77)      | 19.8 (67.6)   | 12.7 (54.9)  | 5.3 (41.5)   | −2.0 (28.4)  | 11.4 (52.5)      |
| 平均最低気温 °C （°F）                                      | −9.3 (15.3)   | −6.7 (19.9)   | −1.1 (30)    | 4.7 (40.5)   | 11.3 (52.3)  | 17.0 (62.6)   | 21.3 (70.3)    | 21.3 (70.3)    | 15.3 (59.5)   | 7.5 (45.5)   | 0.4 (32.7)   | −6.6 (20.1)  | 6.3 (43.3)       |
| 最低気温記録 °C （°F）                                      | −25.6 (−14.1) | −27.9 (−18.2) | −16.2 (2.8)  | −6.4 (20.5)  | 1.6 (34.9)   | 5.6 (42.1)    | 11.7 (53.1)    | 11.3 (52.3)    | 1.9 (35.4)    | −5.4 (22.3)  | −15.8 (3.6)  | −21.7 (−7.1) | −27.9 (−18.2)    |
| 降水量 mm （inch）                                          | 18.6 (0.732)  | 27.6 (1.087)  | 33.5 (1.319) | 71.5 (2.815) | 99.4 (3.913) | 122.9 (4.839) | 398.2 (15.677) | 319.9 (12.594) | 128.1 (5.043) | 49.3 (1.941) | 48.3 (1.902) | 24.2 (0.953) | 1,341.5 (52.815) |
| 平均降水日数 （≥0.1 mm）                                    | 6.2           | 5.9           | 7.3          | 8.3          | 9.1          | 9.9           | 15.6           | 14.0           | 8.3           | 6.0          | 8.0          | 7.5          | 106.1            |
| % 湿度                                                      | 68.0          | 63.2          | 60.6         | 58.8         | 65.0         | 70.6          | 80.0           | 80.5           | 78.2          | 76.2         | 73.3         | 71.5         | 70.5             |
| 平均月間日照時間                                            | 170.0         | 174.3         | 199.9        | 210.1        | 227.5        | 205.0         | 144.2          | 166.3          | 173.3         | 178.9        | 141.8        | 148.4        | 2,139.7          |
| 出典：韓国気象庁 (平均値：1991年-2020年、極値：1966年-現在) |               |               |              |              |              |               |                |                |               |              |              |              |                  |

## 教育

### 大学
- 江原大学校
- 春川教育大学校
- 翰林大学校

### 専門大学
- 松谷大学
- 翰林聖心大学
- 韓国ポリテク3大学

## 観光

### 冬のソナタロケ地
春川市はドラマ『冬のソナタ』で主人公のユジン（チェ・ジウ）とチュンサン（ペ・ヨンジュン）が学生時代に住んでいた町で知られ、NHKのドラマ放送後、日本人観光客が急増した。2004年春川を訪問した観光客数は約500万人で、2003年に比べて22%増加した。このうち外国人（主に日本人）が一昨年の2.6倍にあたる37万人も訪れ、韓国人観光客も17%増加した。経済効果は1,500億ウォンと計算されている。この頃は春川市から東へ85km離れたところにある襄陽国際空港へ関西国際空港との直行チャーター便が運行されていた。
- 春川明洞通り
- 春川高校

### 観光地
- 春川湖（チュンチョンホ）、衣岩湖（ウィアムホ）、昭陽湖（ソヤンホ）の三湖
- 南怡島（ナムイ島）
- 中島（チュンド）
- 国立春川博物館
- レゴランド・コリア・リゾート
- アニメーション博物館
- 江原道ドラマギャラリー
- 春川人形劇場
- 昭陽江スカイウォーク

昭陽江処女像に隣接した、韓国最長のスカイウォークで、靴の保護カバーを着けて入場する。冬のソナタと同じ春川市が主な舞台であるSBSドラマ『スイッチ～君と世界を変える～』の記念碑があり、主演を勤めたチャン・グンソクの手形が刻んである。

### イベント
- 春川マイムフェスティバル
- 春川人形劇祭り
- 春川国際演劇祭り
- 春川アニタウンフェスティバル
- 春川マッククス・タッカルビ祭り

## 交通

### 鉄道
- 韓国鉄道公社（KORAIL）
  - 京春線：屈峰山駅 - 白楊里駅 - 江村駅 - 金裕貞駅 - 南春川駅 - 春川駅
- 2010年12月より京春線が電鉄化され、従前の客車列車よりも本数が増え、スピードアップされた上に、運賃も大幅に安くなった。上鳳駅からの所要時間は80分程度。ソウル地下鉄など首都圏電鉄の一部に組み込まれているためこれらとの通算運賃が適用される。
- 2012年2月より、準高速列車のITX-青春の運行が、ソウル特別市の龍山駅との間で開始された。龍山駅から約80分、清凉里駅から約65分。

### バス
- 春川高速バスターミナル
  - 市外バスターミナルからEマートを挟んだ反対側にある、こぢんまりとしたターミナル。大邱(大邱中央)行きが1日11往復、光州行きが1日4往復のみ発着する。
- 春川市外バスターミナル
  - 南春川駅より西南西に500m、春川駅より南に2.5kmに所在する。東ソウル総合バスターミナルへは、ノンストップバス10～15分間隔で運行され、所要時間は70分。江原特別自治道内の原州へ1時間に4～7本で最速1時間10分、江陵へは30～60分間隔で所要時間2時間10分、 その他仁川国際空港・金浦国際空港・束草・三陟・水原・城南・大田・大邱(北部市外ターミナル)・釜山総合高速バスターミナルなどへの便がある。

### 高速道路
- 中央高速道路（55号線）
  - 春川ジャンクション - 春川サービスエリア - 春川料金所 - 春川インターチェンジ
- ソウル-襄陽高速道路（60号線）
  - 江村インターチェンジ - 南春川インターチェンジ - 東山料金所 - 朝陽インターチェンジ - 春川ジャンクション

## スポーツ
| 種目                       | チーム名                  | 創立年度 | ホーム競技場     |
| アジアリーグアイスホッケー | High1アイスホッケーチーム | 2004年   | 衣岩アイスリンク |
| Kリーグ                    | 江原FC                    | 2008年   | 春川総合運動場   |

## メディア
- テレビ・ラジオ局
  - KBS春川放送総局
  - 春川文化放送(春川MBC)
  - 江原民放(G1・SBS系列)（東面にある）
- ラジオ局
  - 春川基督教放送(CBS)
  - 春川仏教放送(BBS)

## 姉妹都市
国内
- ソウル特別市江南区
- ソウル特別市東大門区
- 京畿道安山市
- 光州広域市南区

国外
- 山口県防府市
- 長野県東筑摩郡
- 岐阜県各務原市
- カリフォルニア州アナハイム市
- 遼寧省大連市
- 遼寧省瀋陽市
- 浙江省杭州市
- 江蘇省常州市
- 河南省南陽市
- 河北省保定市

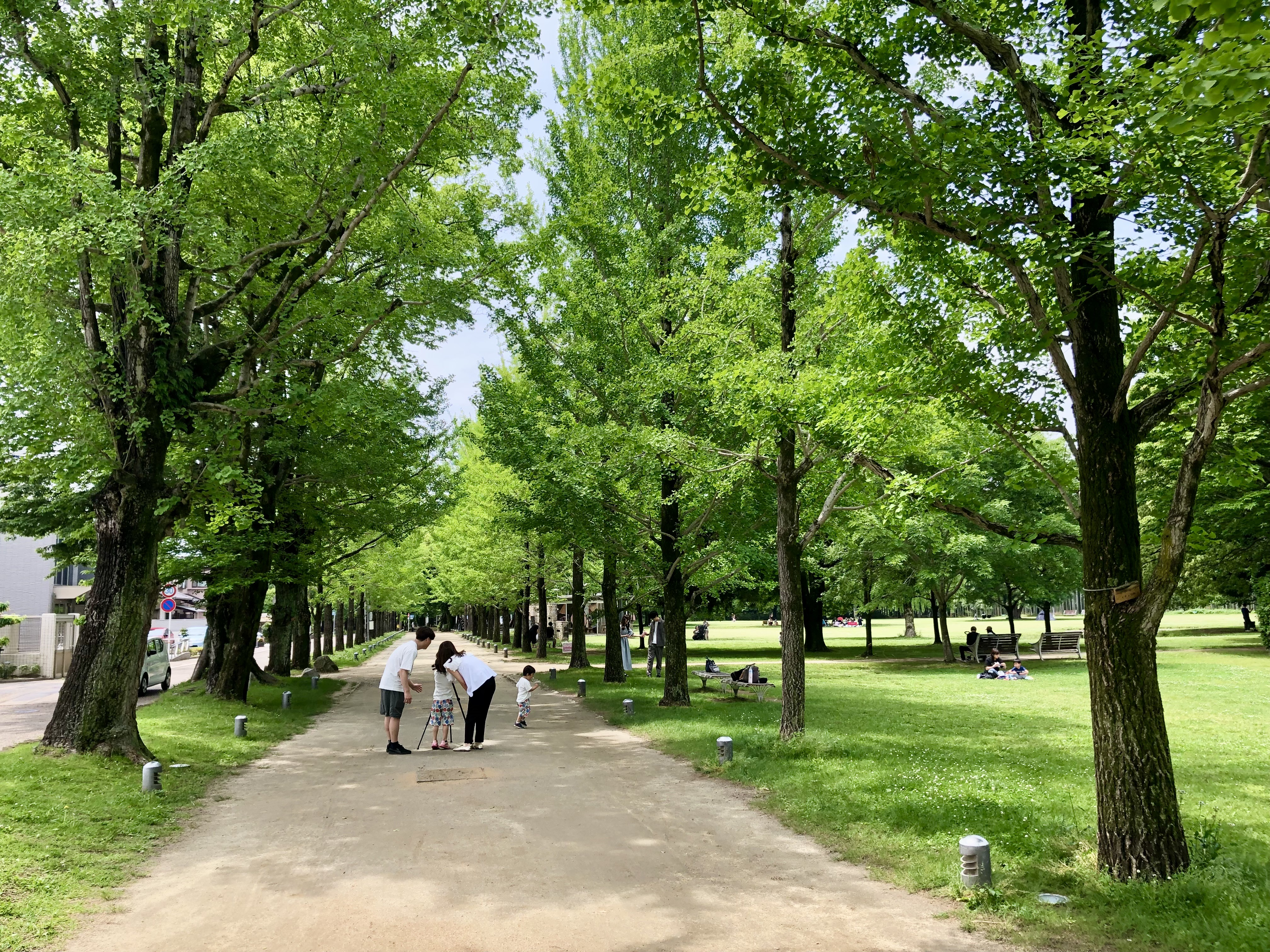
岐阜県各務原市

1999年7月、春川市の提案により、岐阜県各務原市との間で「知識・情報・技術及び人力交流協約書」が締結された。2003年4月から9月にかけて『冬のソナタ』がNHKのBS2で放映されると、これを契機として、同年10月31日、姉妹都市提携が結ばれた。各務原市は各務原市那加福祉センターの前にあるメタセコイアの並木が、ちょうどドラマ内でデートの舞台となった南怡島の並木道と似ていることに着目し、姉妹都市提携1周年記念イベントに向けて、旧岐阜大学農場跡地の拡張整備を行い、イチョウを植えることを決めた。2004年11月から12月にかけて両市の共催事業として各務原市で開催された1周年記念イベント「『冬のソナタ』春川物語」には約70万人が訪れ、経済効果は約66億円と試算された。
2005年9月10日、農場跡地は都市公園「学びの森」としてオープン。メタセコイアとイチョウの並木道は「冬ソナストリート」とも言われ、今も人気スポットとなっている。また、前述のイベントできっかけとして同年11月に「各務原キムチ」が誕生し（各務原市特産のニンジンと春川市特産の松の実を必ず使用する）、特産品となっている。
2005年3月、島根県の竹島の日条例制定に抗議して、春川市は日本の姉妹都市との交流停止を発表したが、現在は再開している。